# 茲加爾塔區

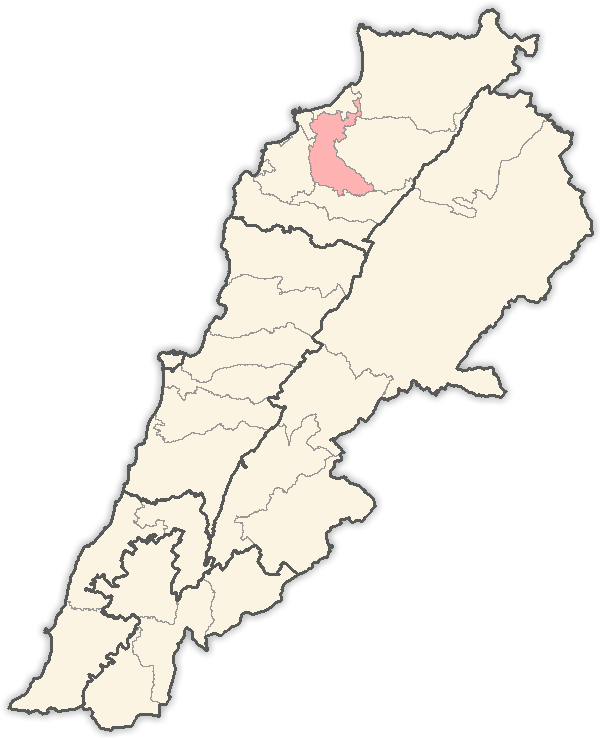

茲加爾塔區（阿拉伯语：‎），是黎巴嫩北部省的區份，位於該國西北部，首府設於茲加爾塔，面積788平方公里，2008年人口53,000，人口密度每平方公里67人。